# NITD008
NITD008 là một loại thuốc chống vi-rút, một chất tương tự adenosine (một loại tương tự nucleoside). Nó được phát triển như một phương pháp điều trị tiềm năng cho nhiễm trùng flavillin và cho thấy hoạt tính kháng vi-rút phổ rộng chống lại nhiều loại vi-rút có liên quan như vi-rút sốt xuất huyết, vi-rút West Nile, vi-rút sốt vàng, vi-rút Powassan, vi-rút viêm gan Kyasanur, vi-rút sốt xuất huyết Omsk và virus Zika. Tuy nhiên, NITD008 tỏ ra quá độc trong thử nghiệm trên động vật tiền lâm sàng để phù hợp với thử nghiệm ở người, nhưng nó vẫn tiếp tục được sử dụng trong nghiên cứu để tìm ra phương pháp điều trị cải thiện cho các bệnh do virus mới nổi.